# Ионообменные смолы

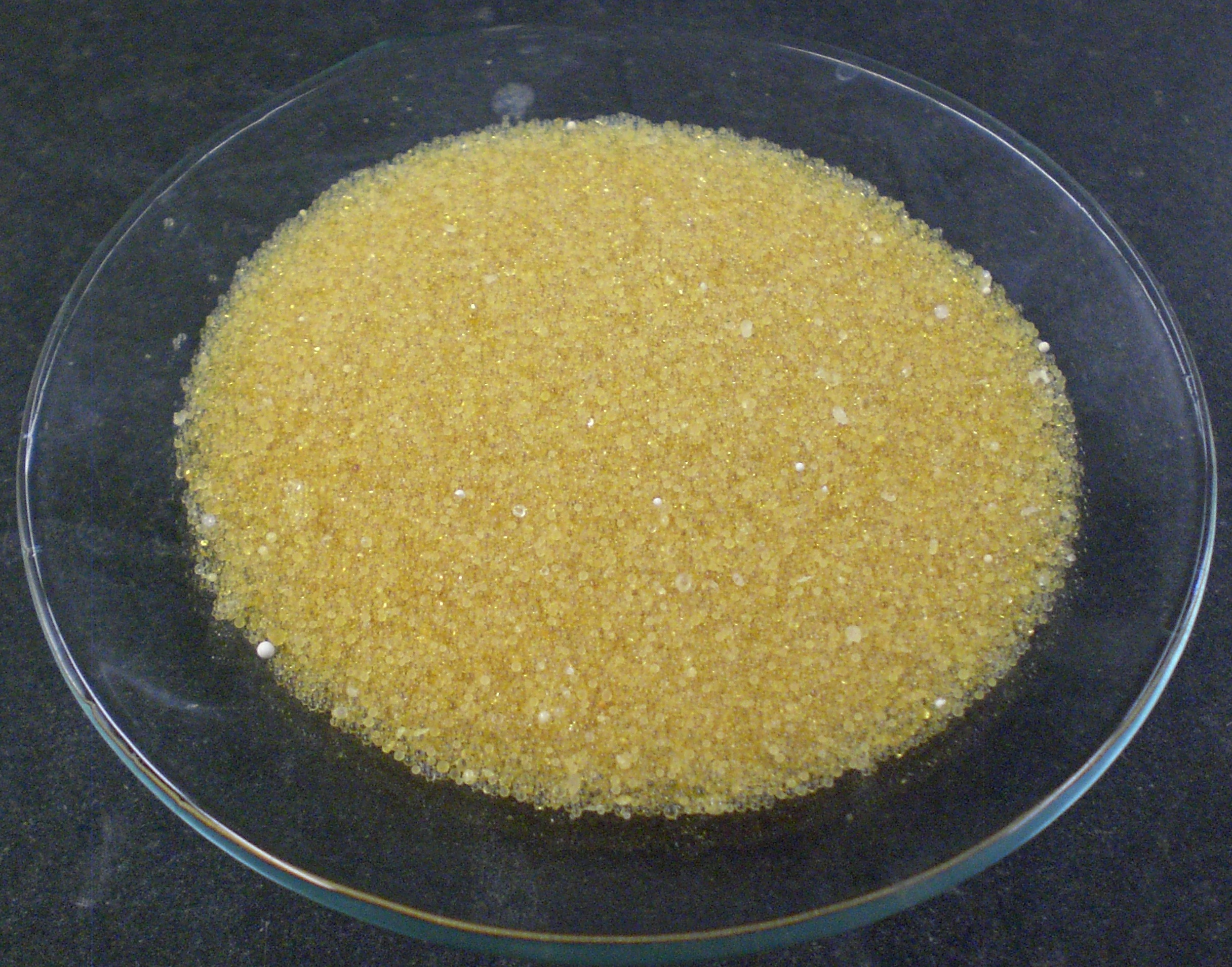
Гранулы Амберлита, используемого для получения азидирующего полимера

Ионообменные смолы — синтетические органические иониты — высокомолекулярные синтетические соединения с трёхмерной гелевой и макропористой структурой, которые содержат функциональные группы кислотной или основной природы, способные к реакциям ионного обмена.

## Свойства
Ионообменные смолы представляют собой твёрдые полимеры, нерастворимые, ограниченно набухающие в растворах электролитов и органических растворителях. Они способны к ионному обмену в водных и водноорганических растворах.
Ионообменные смолы получают путём полимеризации или поликонденсации.

## Классификация
Ионообменные смолы относятся к следующим классам:
- Катионнообменные смолы (катиониты) — содержат кислотные группы
- Анионообменные смолы (аниониты) — содержат основные группы
- Амфотерные ионообменные смолы — содержат одновременно и кислотные, и основные группы
- Селективные ионообменные смолы — содержат комплексообразующие группы
- Окислительно-восстановительные смолы — содержат функциональные группы, способные к изменению зарядов ионов

Кроме того, ионообменные смолы могут содержать группы различных классов, относясь к полифункциональным смолам.
По структуре матрицы ионообменные смолы делятся на:
- гелевые — микропоры имеют молекулярные размеры. Они представляют собой гомогенные поперечносвязанные полимеры. Фиксированные ионы равномерно распределены по всему объему полимера. Гелевые ионообменные смолы обладают высокой обменной ёмкостью, однако характеризуются невысокой скоростью обмена
- макропористые — размеры пор смолы имеют размеры в десятки нанометров. Имеют фиксированную систему пор и каналов, определяемую условиями синтеза. Обменная ёмкость таких смол меньше, чем гелевых при высокой скорости обмена

## Методы получения ионообменных смол
Как правило, ионообменные смолы получают методами полимеризации или полимераналогичных превращений.
Для получения ионообменных смол методом полимеризации используют мономеры, содержащие ионогенные группы. В случае полимераналогичных превращений ионогенные группы вводятся в инертный полимер.
Возможен синтез ионообменных смол способом поликонденсации, однако эти ионообменные смолы имеют менее однородную структуру, меньшую осмотическую стабильность и химическую стойкость.
Чаще всего используются сетчатые полимеры. Их получают суспензионной полимеризацией стирола, производных акриловой кислоты, винилпиридинов с диенами.

## Применение
Ионообменные смолы в основном применяются:
- для умягчения и обессоливания воды в теплоэнергетике и других отраслях;
- для разделения и выделения цветных и редких металлов в гидрометаллургии;
- при очистке возвратных и сточных вод;
- для регенерации отходов гальванотехники и металлообработки;
- для разделения и очистки различных веществ в химической промышленности;
- в качестве катализатора для органического синтеза.

Ионообменные смолы используются в котельных, теплоэлектростанциях, атомных станциях, пищевой промышленности (при производстве сахара, алкогольных, слабоалкогольных и других напитков, пива, бутилированной воды), фармацевтической промышленности и других отраслях.
Ионообменные смолы производятся не только в виде шариков, но и в виде мембран. Ионообменные мембраны, изготовленные из ионообменных смол с высокой степенью сшивки, которые пропускают ионы, но не воду, используются для электродиализа.